# Амасьялы Баязид-паша
Амасьялы Баязид-паша (умер в июле 1421) — турецкий государственный и военный деятель, великий визирь Османской империи (1413—1421). Начинал свою карьеру при Баязиде I и был назначен им воспитателем к Мехмеду Челеби. Баязид успел вывести своего воспитанника из боя при Анкаре и доставить его в Амасью. Во время Междуцарствия и после него Баязид-паша преданно служил своему воспитаннику, занимая посты великого визиря, бейлербея Анатолии, бейлербея Румелии. Баязид-паша скрывал смерть Мехмеда до прибытия в Бурсу Мурада, чтобы избежать борьбы за трон. Погиб Баязид паша при подавлении восстания Лже-Мустафы.

## Биография

### Происхождение и ранние годы
Дата рождения Баязида-паши не известна. Считается, что он родился в Амасье, но происхождение семьи неясно. Современник Баязида, историк Дука, утверждал, что Баязид имел албанское происхождение и был рабом. В первом биографическом справочнике Османской империи, составленном Мехмедом Сюрейя по документам из архивов, написано, что Баязид обучался в Эндеруне. Фр. Скаламонти писал о греческом происхождении брата Баязида, Хамзы; Мустафа Вазих-эфенди (1764—1831), историк из Амасьи, считал Баязида боснийцем.
Ш. Шефер называл отцом Баязида Фируза-бея, санджакбея Анталии. Однако в вакуфных документах имарета, построенного Баязидом в Амасье, указано имя его отца — Яхши-бей. Х. Хусамеддин, автор «Истории Амасьи», писал, что Яхши-бей уроженец Амасьи и потомок её правителя — эмира Сейфеддина Сунгура, который умер в начале четырнадцатого века. Источники Х. Хусамеддина неизвестны, однако косвенно принадлежность Баязида к одной из знатных семей региона подтверждается тем, что он был назначен лалой Мехмеда Челеби.

### Карьера

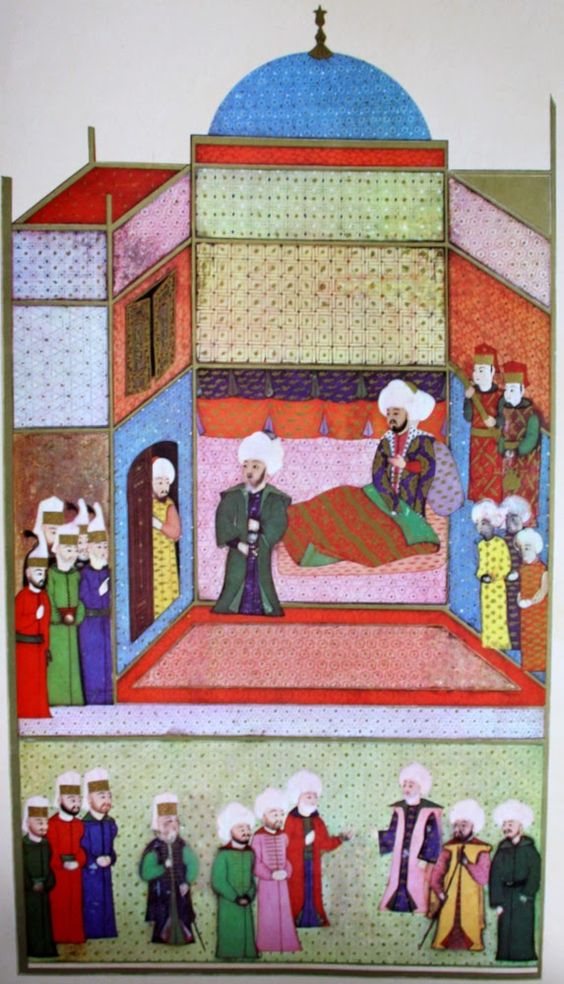
Баязид-паша у постели умирающего Мехмеда Челеби. Хюнер-наме. H. 1523, f. 130а

Баязид-паша отличился в битве при Косово и был замечен и приближен Баязидом I, в его правление Баязид-паша служил на разных воинских должностях.
Когда Мехмед был наместником в провинции Амасья, его лала Баязид-паша был одним из его главных советников. После катастрофического поражения султана Баязида Молниеносного в битве при Анкаре в 1402 году от эмира Тамерлана Баязид-паша спас воспитанника от плена, вовремя выведя его с поля боя и доставил в Амасью. По словам Дуки, Баязид нёс принца на спине в дороге, просил милостыню и хлеб в деревнях, чтобы его прокормить. Во время всего периода междуцарствия он верно служил Мехмеду.
В 1413 году, когда Мехмед Челеби одержал победу в междоусобной борьбе со своими братьями и объединил под своей властью Османское государство, его главный советник Амасьялы Баязид-паша был назначен великим визирем. В том же году Баязид вместе с Мехмедом в Румелии участвовал в кампании против Мусы Челеби.
Пока Мехмед находился в европейской части империи, Мехмет-бей Караманид захватил Бурсу, мотивируя нападение местью за казнённого Баязидом I отца, а Джунейд Измироглу расширил земли Айдына за счёт соседних бейликов. По словам Дуки, Баязид-паша, занимавший в то время пост бейлербея Анатолии, приказал Джунейду отдать захваченные земли и выразил желание взять дочь Джунейда в жёны. Когда Джунейд получил это послание, в своей «высокомерии и чрезмерной гордости», он отдал дочь, которую просил себе Баязид-паша, в жёны рабу по имени Абдаллах, и приказал эмиссару передать своему хозяину оскорбительный ответ. Баязид-паша с войском отправился в Анатолию на подавление мятежа беев. Одержав победу над Мехметом-беем Караманидом и освободив Бурсу, Баязид направился на юг, чтобы разобраться с Джунейдом. Во время своего марша на юг Баязид-паша в одной из крепостей взял в плен раба Абдаллаха и приказал кастрировать его как месть за оскорбление. Великий визирь и султан прибыли с войсками к Смирне, в которой укрылся бей. В итоге, Джунейд был вынужден сдаться Мехмеду. По словам Дуки, Мехмед отправил Джунейда в Румелию, как санджакбея приграничной провинции Нигболу (Никопол) в Болгарии. Произошло это примерно в 1414/1415 году. После усмирения беев в Анатолии Баязид получил пост бейлербея Румелии (хотя есть мнение, что бейлербеем Румелии он стал уже в 1413 году).

### Первое восстание Мустафы
Вскоре в Румелии появился человек, называвший себя Мустафой, сыном Баязида. Он утверждал, что в то время, когда его братья воевали за власть, он находился в плену в Самарканде (Узбекистан). Якобы, в 1405 году после смерти Тамерлана он был отпущен на свободу, вернулся в Анатолию и укрылся в одном из бейликов. Поскольку междоусобицы у османов были выгодны всем их соседям. Мануил ІІ Палеолог и правитель Валахии Мирча І оказали претенденту поддержку, не особо вникая в достоверность его истории. Джунейд примкнул к Мустафе в Валахии, и претендент назначил его своим визирем. Однако османские удж-беи в Румелии не поддержали мятеж, Мехмед легко разбил войско Мустафы в бою, и тот вместе с соратниками нашёл убежище в Салониках. Позже Мехмед достиг договорённости с Мануилом, что Мустафу будут держать на острове Лемнос, а Мехмед за это будет платить Мануилу ежегодно 300 000 акче.
Баязид-паша руководил подавлением восстания шейха Бедреддина (по разным источникам это было либо в 1416, либо в 1420 году). Сначала Баязид победил повстанцев, которые собрались вокруг Бёрклюдже Мустафы и Торлак Кемаля, а позже у Делиормана разбитый Бедреддин был схвачен в плен и передан султану, который приказал его казнить. 26 мая 1421 года Мехмед I скончался. Баязид-паша, бывший великим визирем, скрывал смерть султана в течение 40 дней, пока его сын и наследник Мурад II не прибыл в столицу и вступил на султанский престол.

### Второе восстание Мустафы. Смерть Баязида-паши
По завещанию Мехмеда двух его младших сыновей Юсуфа и Махмуда надо было отправить византийскому императору в качестве заложников, но Баязид-паша, будучи великим визирем, отказался передать их. Кроме того, после смерти Мехмеда его сын Мурад по совету Баязида-паши перестал платить за держание Мустафы под стражей, и византийцы выпустили претендента на свободу, пытаясь использовать его в своих интересах. Мустафа снова попытался захватить османский престол, отобрав его уже не у брата, а у племянника. На этот раз удж-беи Румелии поддержали его. С помощью византийской армии претенденту удалось захватить контролирующий Дарданеллы форт Гелиболу, а затем и столицу страны, город Эдирне.
В июле 1421 года, через два месяца после вступления на трон в Бурсе Мурада II, Баязид-паша во главе турецкой армии выступил против претендента. Султанская армия под командованием Баязид-паши и повстанческие отряды Лже-Мустафы встретились в местечке Сазледере у Галлиполи. Претендент выехал перед войском и громко обратился к османским солдатам, показывая свои, якобы полученные при Анкаре, шрамы. Это возымело своё действие, воины Баязида-паши изменили и перешли на сторону Лже-Мустафы. Великий визирь был вынужден сдаться на милость победителя. Будучи визирем претендента, Джунейд отомстил Баязиду-паше за прошлые обиды, приказав казнить его, но помиловал брата Баязида, Хамзу, «за его юные годы». Внук шейха Бедреддина, Хафиз Халил, датировал смерть Баязида 29 августа 1421 года. Хотя Хафиз Халил заявил, что Баязид был похоронен в Сазледере, в этой деревне в районе Кешан (Эдирне) могила Баязид-паши не обнаружена.

### Семья
отец: Амасьялы Яхши-бей
брат: Хамза-бей, капудан-паша Мехмеда II, участник захвата Константинополя.
жена: Ситти-хатун, дочь Мустафы б. Бейлербей б. Яхши б. Карасы-бей .
сын: Иса-бей.
дочь. Замужем за Халилом Яхши-беем, санджакбеем Айдына.

## Комментарии
1. ↑  Посажен на кол Владом Цепешем.